# مايكل داانجيرفايلد
مايكل داانجيرفايلد هو ممثل كندي، ولد في 29 أكتوبر 1970 بتورونتو في كندا.

## أعمال

### أفلام
- (2004) المرأة القطة[3][4]

## وصلات خارجية
- مايكل داانجيرفايلد على موقع IMDb (الإنجليزية)
- مايكل داانجيرفايلد على موقع قاعدة بيانات الفيلم (الإنجليزية)